# Lista de prefeitos de Santo André
Esta é uma lista de prefeitos e vice-prefeitos de Santo André, município do estado brasileiro de São Paulo.
A região onde hoje se localiza o município de Santo André fazia parte, desde o dia 12 de março de 1889, do então município de São Bernardo, com sede no centro da atual cidade de São Bernardo do Campo, que compreendia praticamente toda a região do atual Grande ABC. Em 1938, a sede foi transferida para o distrito de Santo André, com São Bernardo sendo rebaixada à condição de distrito até a sua emancipação no dia 1.º de janeiro de 1945.
Entre sua fundação e o dia 29 de setembro de 1892, o município foi governado pelo Conselho de Intendência, composto por três integrantes nomeados pelo governo estadual. Com a instalação da Câmara Municipal em 1892, os vereadores passam a escolher entre si um único intendente – denominação que seria alterada para prefeito. O sistema de eleição indireta pela Câmara vigorou até 1930, ano que marca o fim da República Velha. A partir daí, os prefeitos passaram a ser nomeados pelo governador do Estado de São Paulo (com exceção da escolha de Felício Laurito, em 1936, que foi realizada novamente pela Câmara). O voto direto foi instituído em fins de 1947 e vigorou em todas eleições subsequentes.

## Titulares e vices

### Município de São Bernardo(1989-1938)[4][3]
| N°   | Prefeito                       | Imagem | Partido | Partido                          | Início do Mandato       | Fim do Mandato          | Notas e Referências |
| ---- | ------------------------------ | ------ | ------- | -------------------------------- | ----------------------- | ----------------------- | --- |
| 1.º  | Francisco José da Silva        |        |         | Partido Republicano Paulista PRP | 30 de setembro de 1889  | 30 de setembro de 1892  | Indicados pelo presidente da província, Conselho de Intendência que exerceu o executivo entre a fundação do município e o estabelecimento da Câmara de Vereadores. |
| 1.º  | João Baptista de Oliveira Lima |        |         | Partido Republicano Paulista PRP | 30 de setembro de 1889  | 30 de setembro de 1892  | Indicados pelo presidente da província, Conselho de Intendência que exerceu o executivo entre a fundação do município e o estabelecimento da Câmara de Vereadores. |
| 1.º  | Giuseppe Dal Zotto             |        |         | Partido Republicano Paulista PRP | 30 de setembro de 1889  | 30 de setembro de 1892  | Indicados pelo presidente da província, Conselho de Intendência que exerceu o executivo entre a fundação do município e o estabelecimento da Câmara de Vereadores. |
| 2.º  | Luiz Pinto Fláquer Junior      |        |         | Partido Republicano Paulista PRP | 30 de setembro de 1892  | 7 de janeiro de 1896    | |
| 3.º  | Alfredo Fláquer                |        |         | Partido Republicano Paulista PRP | 7 de janeiro de 1896    | 7 de janeiro de 1899    | |
| 4.º  | Ítalo Stefanini                |        |         | Partido Republicano Paulista PRP | 7 de janeiro de 1899    | 7 de janeiro de 1902    | |
| 5.º  | Alfredo Fláquer                |        |         | Partido Republicano Paulista PRP | 7 de janeiro de 1902    | 15 de julho de 1914     | |
| 6.º  | Saladino Franco                |        |         | Partido Republicano Paulista PRP | 20 de julho de 1914     | 24 de outubro de 1930   | |
| 7.º  | Armando Ítalo Setti            |        |         | Partido Republicano Paulista PRP | 29 de outubro de 1930   | 27 de dezembro de 1932  | Prefeito nomeado pelo governador do estado. |
| 8.º  | Estácio Pessoa                 |        |         | Partido Republicano Paulista PRP | 28 de dezembro de 1932  | março de 1933           | Prefeito nomeado pelo governador do estado. |
| 9.º  | Justino Paixão                 |        |         | Partido Republicano Paulista PRP | março de 1933           | 25 de setembro de 1933  | Prefeito nomeado pelo governador do estado. |
| 10.º | Felício Laurito                |        |         | Partido Republicano Paulista PRP | 28 de setembro de 1933  | 15 de fevereiro de 1936 | Prefeito nomeado pelo governador do estado. |
| 11.º | Generoso Alves de Siqueira     |        |         | Partido Republicano Paulista PRP | 16 de fevereiro de 1936 | 15 de agosto de 1936    | Prefeito nomeado pelo governador do estado. |
| 12.º | Felício Laurito                |        |         | Partido Progressista PP          | 16 de agosto de 1936    | 9 de julho de 1938      | Prefeito nomeado pelo governador do estado Adhemar de Barros. |
| 12.º | Felício Laurito                |        |         |                                  | 16 de agosto de 1936    | 9 de julho de 1938      | Prefeito nomeado pelo governador do estado Adhemar de Barros. |
| 13.º | Décio de Toledo Leite          |        |         |                                  | 9 de julho de 1938      | 30 de novembro de 1938  | Prefeito nomeado pelo governador do estado Adhemar de Barros. |

### Município deSanto André(1938-atualidade)[4]
| N°   | Prefeito                        | Imagem                           | Partido                                          | Partido                                      | Vice-prefeito (a)            | Partido                                                                                                 | Partido                                          | Início do Mandato | Fim do Mandato           | Notas e Referências |
| ---- | ------------------------------- | -------------------------------- | ------------------------------------------------ | -------------------------------------------- | ---------------------------- | --- | ------------------------------------------------ | --- | ------------------------ | --- |
| 1.º  | Décio de Toledo Leite           |                                  |                                                  |                                              | Nenhum                       | |                                                  | 30 de novembro de 1938 | 20 de setembro de 1939   | Prefeito nomeado pelo governador do estado Adhemar de Barros. |
| 2.º  | Armando Ferreira                |                                  | Nenhum                                           | 21 de setembro de 1939                       | 17 de outubro de 1940        | Prefeito nomeado pelo governador do estado.                                                             |                                                  | |                          | |
| 3.º  | José de Carvalho Sobrinho       |                                  | Nenhum                                           | 18 de outubro de 1940                        | 12 de março de 1947          | Prefeito nomeado pelo governador do estado.                                                             |                                                  | |                          | |
| 4.º  | Alfredo Maluf                   |                                  |                                                  | Partido Social Progressista PSP              | Nenhum                       | 18 de março de 1947                                                                                     | 31 de dezembro de 1947                           | Prefeito nomeado pelo governador do estado. |                          | |
| 5.º  | Antônio Fláquer                 |                                  |                                                  | Partido Democrata Cristão PDC                | Nenhum                       | 1.º de janeiro de 1948                                                                                  | 13 de março de 1951                              | Prefeito eleito pela Câmara de Vereadores em detrimento da cassação do titular eleito, Armando Mazzo, renunciou ao mandato para assumir um mandato na Assembleia Legislativa. |                          | |
| 6.º  | Francisco Ângelo Antônio Barone |                                  |                                                  | Partido Democrata Cristão PDC                | Nenhum                       | 14 de março de 1951                                                                                     | 31 de dezembro de 1951                           | Prefeito eleito indiretamente pela Câmara Municipal de Santo André. |                          | |
| 7.º  | Fioravante Zampol               |                                  |                                                  | Partido Social Progressista PSP              | Pedro Dell'Antonia           | | Partido Trabalhista Brasileiro PTB               | 1.º de janeiro de 1952 | 31 de dezembro de 1955   | Prefeito e vice eleitos em sufrágio universal. |
| 8.º  | Pedro Dell'Antonia              |                                  |                                                  | Partido Trabalhista Brasileiro PTB           | Antônio Pezzolo              | | Partido Trabalhista Brasileiro PTB               | 1.º de janeiro de 1956 | 31 de dezembro de 1959   | Prefeito e vice eleitos em sufrágio universal. |
| 9.º  | Oswaldo Gimenez                 |                                  |                                                  | Partido de Representação Popular PRP         | José Silveira Sampaio        | | Partido de Representação Popular PRP             | 1.º de janeiro de 1960 | 12 de outubro de 1961    | Prefeito e vice eleitos em sufrágio universal, cujo titular fora posteriormente cassado pela Câmara Municipal de Santo André.                                                                                              |
| 10.º | José Silveira Sampaio           |                                  |                                                  | Partido de Representação Popular PRP         | Cargo Vago                   | |                                                  | 13 de outubro de 1961 | 15 de janeiro de 1963    | Vice-prefeito eleito no cargo de titular, assumiu o mandato após a cassação de Oswaldo Gimenez pela Câmara de Vereadores, renunciou ao cargo para assumir vaga de Deputado Estadual por São Paulo em 15 de janeiro de 1963 |
| -    | José Benedito de Castro         |                                  |                                                  | Partido Social Progressista PSP              | Cargo Vago                   | |                                                  | 16 de janeiro de 1963 | 30 de janeiro de 1963    | Presidente da Câmara Municipal de Santo André no cargo de prefeito |
| 11.º | Clóvis Sidney Thon              |                                  |                                                  | União Democrática Nacional UDN               | João Cara Valentim           | | União Democrática Nacional UDN                   | 31 de janeiro de 1963 | 23 de dezembro de 1963   | Prefeito e vice eleitos indiretamente pela Câmara Municipal de Santo André. |
| 12.º | Lauro Gomes                     |                                  |                                                  | Partido Trabalhista Brasileiro PTB           | Fioravante Zampol            | | Partido Trabalhista Brasileiro PTB               | 1.º de janeiro de 1964 | 20 de maio de 1964       | Prefeito e vice eleitos em sufrágio universal, cujo titular falecera do no exercício do mandato. |
| 13.º | Fioravante Zampol               |                                  |                                                  | Aliança Renovadora Nacional ARENA            | Cargo Vago                   | |                                                  | 20 de maio de 1964 | 31 de janeiro de 1969    | Vice-prefeito eleito assumiu a titularidade do mandato após o falecimento do titular Lauro Gomes. |
| 14.º | Newton Brandão                  |                                  |                                                  | Aliança Renovadora Nacional ARENA            | Antônio Pezzolo              | | Aliança Renovadora Nacional ARENA                | 1.º de fevereiro de 1969 | 31 de janeiro de 1973    | Prefeito e vice eleitos em sufrágio universal. |
| 15.º | Antônio Pezzolo                 |                                  |                                                  | Aliança Renovadora Nacional ARENA            | Fioravante Zampol            | | Aliança Renovadora Nacional ARENA                | 1.º de fevereiro de 1973 | 31 de janeiro de 1977    | Prefeito e vice eleitos em sufrágio universal. |
| 16.º | Lincoln dos Santos Grilo        |                                  |                                                  | Movimento Democrático Brasileiro MDB         | Timóteo Moya                 | | Movimento Democrático Brasileiro MDB             | 1.º de fevereiro de 1977 | 31 de janeiro de 1983    | Prefeito e vice eleitos em sufrágio universal. |
| 16.º | Lincoln dos Santos Grilo        |                                  | Partido do Movimento Democrático Brasileiro PMDB |                                              | Timóteo Moya                 | Partido do Movimento Democrático Brasileiro PMDB                                                        |                                                  | 1.º de fevereiro de 1977 | 31 de janeiro de 1983    | Prefeito e vice eleitos em sufrágio universal. |
| 17.º | Newton Brandão                  |                                  |                                                  | Partido Trabalhista Brasileiro PTB           | José Amazonas                | | Partido Trabalhista Brasileiro PTB               | 1.º de fevereiro de 1983 | 31 de dezembro de 1988   | Prefeito e vice eleitos em sufrágio universal. |
| 18.º | Celso Daniel                    |                                  |                                                  | Partido dos Trabalhadores PT                 | José Cicote                  | | Partido dos Trabalhadores PT                     | 1.º de janeiro de 1989 | 1.º de fevereiro de 1991 | Prefeito e vice eleitos em sufrágio universal. |
| 18.º | Celso Daniel                    | Cargo Vago                       |                                                  | Partido dos Trabalhadores PT                 |                              | 1.º de fevereiro de 1991                                                                                | 31 de dezembro de 1992                           | Vice-prefeito renunciou ao mandato para assumir uma vaga na Assembleia Legislativa.                                                                                           |                          | |
| 19.º | Newton Brandão                  |                                  |                                                  | Partido Trabalhista Brasileiro PTB           | José de Araújo               | | Partido do Movimento Democrático Brasileiro PMDB | 1.º de janeiro de 1993 | 31 de dezembro de 1996   | Prefeito e vice eleitos em sufrágio universal. |
| 20.º | Celso Daniel                    |                                  |                                                  | Partido dos Trabalhadores PT                 | João Avamileno               | | Partido dos Trabalhadores PT                     | 1.º de janeiro de 1997 | 31 de dezembro de 2000   | Prefeito e vice eleitos em sufrágio universal. |
| 20.º | Celso Daniel                    | 1.º de janeiro de 2001           | 18 de janeiro de 2002                            | Partido dos Trabalhadores PT                 | João Avamileno               | Prefeito e vice reeleitos em sufrágio universal, cujo titular fora assassinado no exercício do mandato. | Partido dos Trabalhadores PT                     | |                          | |
| 21.º | João Avamileno                  |                                  |                                                  | Partido dos Trabalhadores PT                 | Cargo Vago                   | |                                                  | 18 de janeiro de 2002 | 31 de dezembro de 2004   | Vice-prefeito eleito no cargo de titular, assumiu o mandato após o assassinato de Celso Daniel. |
| 21.º | João Avamileno                  | Ivete Garcia                     |                                                  | Partido dos Trabalhadores PT                 | Partido dos Trabalhadores PT | 1.º de janeiro de 2005                                                                                  | 31 de dezembro de 2008                           | Prefeito reeleito e vice eleita em sufrágio universal. |                          | |
| 22.º | Aidan Ravin                     |                                  |                                                  | Partido Trabalhista Brasileiro PTB           | Dinah Zekcer                 | | Partido Trabalhista Brasileiro PTB               | 1.º de janeiro de 2009 | 31 de dezembro de 2012   | Prefeito e vice eleitos em sufrágio universal. |
| 23.º | Carlos Grana                    |                                  |                                                  | Partido dos Trabalhadores PT                 | Oswana Fameli                | | Partido Republicano Progressista PRP             | 1.º de janeiro de 2013 | 31 de dezembro de 2016   | Prefeito e vice eleitos em sufrágio universal. |
| 23.º | Carlos Grana                    | Partido da Mulher Brasileira PMB |                                                  | Partido dos Trabalhadores PT                 | Oswana Fameli                | |                                                  | 1.º de janeiro de 2013 | 31 de dezembro de 2016   | Prefeito e vice eleitos em sufrágio universal. |
| 24.º | Paulo Serra                     |                                  |                                                  | Partido da Social Democracia Brasileira PSDB | Luiz Zacarias                | | Partido Trabalhista Brasileiro PTB               | 1.º de janeiro de 2017 | 31 de dezembro de 2020   | Prefeito e vice eleitos em sufrágio universal. |
| 24.º | Paulo Serra                     | 1.º de janeiro de 2021           | 31 de dezembro de 2024                           | Partido da Social Democracia Brasileira PSDB | Luiz Zacarias                | Prefeito e vice reeleitos em sufrágio universal.                                                        | Partido Trabalhista Brasileiro PTB               | |                          | |
| 24.º | Paulo Serra                     | 1.º de janeiro de 2021           | 31 de dezembro de 2024                           | Partido da Social Democracia Brasileira PSDB | Luiz Zacarias                | Prefeito e vice reeleitos em sufrágio universal.                                                        | Partido Liberal PL                               | |                          | |
| 25.º | Gilvan Ferreira                 |                                  |                                                  | Partido da Social Democracia Brasileira PSDB | Silvana Medeiros             | | Avante                                           | 1.º de janeiro de 2025 | atualidade               | Prefeito e vice eleitos em sufrágio universal. |

## Cassações
| N° | Prefeito      | Imagem | Partido | Partido                        | Vice-prefeito (a) | Partido | Partido | Notas                                                                                  |
| -- | ------------- | ------ | ------- | ------------------------------ | ----------------- | ------- | ------- | -------------------------------------------------------------------------------------- |
| -  | Armando Mazzo |        |         | Partido Social Trabalhista PST | Nenhum            |         |         | Prefeito eleito para o quadriênio 1948-1951 cassado pelo TSE antes mesmo de sua posse. |